# Tilda Swintonová
Katherine Mathilda „Tilda“ Swintonová, nepřechýleně Swinton (* 5. listopadu 1960 Londýn) je skotská herečka oceněná Oscarem za nejlepší výkon ve vedlejší roli, který obdržela za ztvárnění postavy Karen Crowderové v dramatu Michael Clayton (2007).

## Životopis

### Osobní život
Narodila se v Londýně Australance Judith Balfourové a Skotovi siru Johnu Swintonovi z Kimmerghameu. Rodina Swintonů je stará anglo-skotská rodina, která může svoje předky vystopovat až do 9. století. Navštěvovala West Heath Girls' School, stejnou třídu jako princezna Diana. V roce 1983 promovala na prestižní Cambridgeské univerzitě ze sociálních a politických věd. Získala dva čestné doktoráty (dr. h. c.), první v červenci 2006 na Skotské královské akademii hudby a dramatu (RSAMD) v Glasgowě a druhý 6. srpna téhož roku na Napierově univerzitě v Edinburghu.
Žije ve Skotsku se skotským malířem Johnem Byrnem, se kterým má dvojčata Xaviera a Honor.

### Kariéra
Než začala účinkovat i ve filmech, pracovala především v divadlech, ve kterých předváděla vynikající herecké výkony. Její první velká filmová role přišla v roce 1992 ve filmu Orlando podle románu Virginie Woolfové. Další velká role se dostavila až o pět let později ve filmu Tima Rotha Válečná zóna.
Popularitu po celém světě jí přinesla až role vedle Leonarda DiCapria ve filmu Pláž. Nominaci na Zlatý glóbus jí vynesl film Temná voda v roce 2001. V roli archanděla Gabriela se objevila ve filmu Constantine s Keanu Reevesem v roce 2005. V témže roce získala také roli Bílé čarodějnice Jadis ve filmu Letopisy Narnie: Lev, čarodějnice a skříň podle knihy C. S. Lewise Lev, čarodějnice a skříň, která jí vynesla úspěch u kritiky. Jako cameo se objevila i v pokračováních tohoto filmu Letopisy Narnie: Princ Kaspian a Letopisy Narnie: Plavba Jitřního poutníka.
Pozitivní reakce sklidila za postavu Karen Crowderové ve filmu Michael Clayton z roku 2007, za kterou získala Oscara, cenu BAFTA a druhou nominaci na Zlatý glóbus. O rok později si zahrála roli Elizabeth Abbottové vedle Brada Pitta ve filmu Podivuhodný případ Benjamina Buttona. Svůj talent potvrdila i rolí v italském filmu Mé jméno je láska, za který sklidila ocenění na MFF Dublin 2010 za nejlepší ženský herecký výkon.

## Filmografie

### Film
| Rok  | Název                                                | Role                                           | Poznámky |
| ---- | ---------------------------------------------------- | ---------------------------------------------- | --- |
| 1986 | Caravaggio                                           | Lena                                           | |
| 1986 | Egomania - Insel ohne Hoffnung                       | Sally                                          | |
| 1987 | Árie                                                 | mladá dívka                                    | |
| 1987 | Friendship's Death                                   | Friendship                                     | |
| 1988 | Das andere Ende der Welt                             |                                                | |
| 1988 | Degrees of Blindness                                 |                                                | |
| 1988 | The Last of England                                  |                                                | |
| 1989 | War Requiem                                          | zdravotní sestra                               | |
| 1989 | Play Me Something                                    | kadeřnice                                      | |
| 1990 | The Garden                                           | Madonna                                        | |
| 1991 | Edward II                                            | Isabella                                       | |
| 1991 | The Party: Nature Morte                              | Queenie                                        | |
| 1992 | Man to Man                                           | Ella/Max Gerike                                | |
| 1992 | Orlando                                              | Orlando                                        | |
| 1993 | Wittgenstein                                         | Lady Ottoline Morrell                          | |
| 1993 | Das offene Universum                                 | Carla                                          | |
| 1994 | Remembrance of Things Fast: True Stories Visual Lies |                                                | |
| 1996 | Zvrhlosti žen                                        | Eve Stephens                                   | |
| 1997 | Conceiving Ada                                       | Ada Augusta Byron King, hraběnka z Lovelace    | |
| 1999 | Válečná zóna                                         | matka                                          | |
| 1999 | The Protagonists                                     | herečka                                        | |
| 2000 | Pláž                                                 | Sal                                            | |
| 2000 | Possible Worlds                                      | Joyce                                          | |
| 2001 | Temná voda                                           | Margaret Hall                                  | nominace na Zlatý glóbus v kategorii Nejlepší herečka v dramatu |
| 2001 | Vanilkové nebe                                       | Rebecca Dearborn                               | |
| 2002 | Teknolust                                            | Rosetta/Ruby/Marinne/Olive                     | |
| 2002 | Adaptace                                             | Valerie Thomas                                 | |
| 2003 | Adamovo tajemství                                    | Ella Gault                                     | |
| 2003 | Promlčení                                            | Annemarie Livi                                 | |
| 2005 | Thumbsucker                                          | Audrey Cobb                                    | |
| 2005 | Constantine                                          | Gabriel                                        | |
| 2005 | Zlomené květiny                                      | Penny                                          | |
| 2005 | Letopisy Narnie: Lev, čarodějnice a skříň            | Bílá čarodějnice                               | |
| 2006 | Stephanie Daley                                      | Lydie Crane                                    | |
| 2007 | Faceless                                             |                                                | dabing |
| 2007 | Muž z Londýna                                        | Camélia                                        | |
| 2007 | Michael Clayton                                      | Karen Crowder                                  | Oscar v kategorii Nejlepší herečka ve vedlejší roli cena BAFTA v kategorii Nejlepší herečka ve vedlejší roli nominace na Zlatý glóbus v kategorii Nejlepší herečka ve vedlejší roli |
| 2008 | Julie                                                | Julie                                          | |
| 2008 | Letopisy Narnie: Princ Kaspian                       | Bílá čarodějnice                               | |
| 2008 | Po přečtení spalte                                   | Karen Coxová                                   | nominace na cenu BAFTA v kategorii Nejlepší herečka ve vedlejší roli |
| 2008 | Podivuhodný případ Benjamina Buttona                 | Elizabeth Abbottová                            | |
| 2009 | Hranice ovládání                                     | blondýna                                       | |
| 2009 | Mé jméno je láska                                    | Emma Recchi                                    | |
| 2010 | Letopisy Narnie: Plavba Jitřního poutníka            | Bílá čarodějnice                               | |
| 2011 | Musíme si promluvit o Kevinovi                       | Eva Khatchadourian                             | nominace na Zlatý glóbus v kategorii Nejlepší herečka v dramatu nominace na cenu BAFTA v kategorii Nejlepší herečka v hlavní roli                                                   |
| 2012 | Až vyjde měsíc                                       | sociální pracovnice                            | |
| 2013 | Přežijí jen milenci                                  | Eve                                            | |
| 2013 | Ledová archa                                         | Mason                                          | |
| 2013 | The Zero Theorem                                     | Dr. Shrink-Rom                                 | |
| 2014 | Grandhotel Budapešť                                  | madam Celine Villeneuve Desgoffe-un-Taxis      | |
| 2015 | Vykolejená                                           | Dianna                                         | |
| 2015 | Oslnění sluncem                                      | Marianne                                       | |
| 2016 | Ave, Caesar!                                         | Thora a Thessaly Thacker                       | |
| 2016 | The Seasons in Quincy: Four Portraits of John Berge  | Samu sebe                                      | |
| 2016 | Doctor Strange                                       | Prastará                                       | |
| 2017 | Okja                                                 | Nancy Mirando                                  | |
| 2018 | Psí ostrov                                           | Oracle (hlas)                                  | |
| 2018 | Suspiria                                             | Madame Blanc Dr. Josef Klemperer Helena Markos | |
| 2019 | Avengers: Endgame                                    | Prastará                                       | |
| 2019 | Mrtví neumírají                                      | Zelda Winston                                  | |
| 2019 | The Souvenir                                         | Rosalind                                       | |
| 2020 | The Personal History of David Copperfield            | Betsey Trotwood                                | |
| 2020 | The French Dispatch                                  |                                                | |
| 2020 | The Souvenir Part II                                 | Rosalind                                       | |
| 2020 | Memoria                                              |                                                | |

### Televize
| Rok  | Název                           | Role               | Poznámky          |
| ---- | ------------------------------- | ------------------ | ----------------- |
| 1986 | Zastrozzi: A Romance            | Julia              | 4 díly            |
| 1990 | Your Cheatin' Heart             | Cissie Crouch      | 6 dílů            |
| 1992 | Screenplay                      | Ella / Max Gericke | díl: „Man to Man“ |
| 1992 | Shakespeare: The Animated Tales | Ophelia (hlas)     | díl: „Hamlet“     |
| 1994 | Visions of Heaven and Hell      | vypravěč           |                   |
| 1998 | Láska prokletá                  | Muriel Belcher     | TV film           |
| 2005 | The Somme                       | Narrator           | TV film           |
| 2006 | Galápagos                       | Narrator           | 3 díly            |
| 2012 | Getting On                      | Elke               | díl 3.6           |
| 2019 | What We Do in the Shadows       | Tilda              | díl: „The Trial“  |

### Videohry
| Rok  | Název       | Role           | Poznámky |
| ---- | ----------- | -------------- | -------- |
| 2005 | Constantine | Gabriel (hlas) |          |